# Hezekiél Sepeng
Hezekiél Sepeng (ur. 30 czerwca 1974 w Potchefstroom) – południowoafrykański lekkoatleta specjalizujący się w biegu na 800 metrów. Trzykrotny olimpijczyk (1996, 2000, 2004), w tym medalista olimpijski (1996).
Z powodu stosowania niedozwolonego dopingu odbył karę dwuletniej dyskwalifikacji (11 maja 2005 – 10 maja 2007).

## Osiągnięcia
- srebro igrzysk wspólnoty narodów (Victoria 1994)
- złoto Uniwersjady (Fukuoka 1995)
- Srebrny medal igrzysk olimpijskich w Atlancie w 1996
- Srebrny medal uniwersjady w 1997
- Srebrny medal igrzysk wspólnoty narodów w 1998
- Srebrny medal mistrzostw świata w lekkoatletyce w 1999
- brąz igrzysk afrykańskich (Johannesburg 1999)
- 2. miejsce podczas Finału Grand Prix IAAF (Monachium 1999)
- srebrny medal mistrzostw Afryki (Brazzaville 2004)

Sepeng startuje także w biegach sztafetowych w sztafecie 4 x 800 metrów jest aktualnym rekordzistą kraju (7:04,70; 1999). W 1997 razem z kolegami z reprezentacji zajął 5. miejsce w sztafecie 4 x 400 metrów podczas mistrzostw świata w Atenach.

## Rekordy życiowe
- bieg na 400 m – 46,50 (2003)
- bieg na 600 m – 1:15,13 (2000)
- bieg na 800 m – 1:42,69 (1999) rekord RPA
- bieg na 1000 m – 2:16,47 (2000)
- bieg na 400 m (hala) – 47,82 (1998)
- bieg na 800 m (hala) – 1:45,12 (2003)
- bieg na 1000 m (hala) – 2:18,52 (2003)